# San Silverio (scoglio)
San Silverio è uno scoglio situato nei pressi dell'isola di Palmarola, nell'arcipelago delle Isole Ponziane.
Sullo scoglio è presente una piccola cappella dedicata all'omonimo Santo, edificata sui resti della prigione dove il papa  fu rinchiuso.
La prima domenica di giugno si tiene un pellegrinaggio via mare, che parte da Ponza.  I pellegrini sbarcano al piccolo attracco dell'isola e, dopo aver percorso una ripida scalinata, giungono nella cappella dedicata a San Silverio, dove viene celebrata la Messa.